# کیرسنووک
کیرسنووک (به لهستانی:  Kiersnówek) یک روستا در لهستان است که در گمینا برانگسک واقع شده‌است.